# Karmelitinnenkloster Lourdes
Das Karmelitinnenkloster Lourdes ist ein Kloster der Karmelitinnen in Lourdes, Département Hautes-Pyrénées, im Bistum Tarbes und Lourdes in Frankreich.

## Geschichte
Marie-Thérèse de Marquessac (1830–1892), Ordensfrau des Karmelitinnenklosters Tulle (Ordensname: Thérèse de Jésus), gründete 1876 den Karmel in Lourdes. Das Kloster in der Route de Pau Nr. 17 liegt dem Ort der Marienerscheinungen von 1858 gegenüber. Der Konvent besteht aus rund 30 Schwestern.